# Bruno Wolke
Bruno Wolke (Neukölln, 4 mei 1904 - Rottenburg, 24 december 1973) was een Duits wielrenner.
Zijn grootste prestatie leverde hij in 1929, toen hij op het wereldkampioenschap op de weg brons pakte, na de Belg Georges Ronsse en zijn landgenoot Herbert Nebe. Het waren de eerste Duitse medailles ooit op een WK wielrennen.
Zijn broer Rudolf Wolke was ook een verdienstelijk wielrenner en oud-winnaar van zowel de Olympia's Tour als de Ronde van Duitsland.

## Palmares
1927
Ronde van Berlijn
7e etappe Ronde van Duitsland
1928
Breslau
3e Wereldkampioenschap
3e Duits Kampioenschap